# مالكولم وايت
مالكولم وايت (بالإنجليزية: Malcolm White)‏ (24 أبريل 1941 ولفرهامبتن المملكة المتحدة - ) هو لاعب كرة قدم بريطاني يلعب كحارس مرمى.